# Filosofi i middelalderen
 Der er for få eller ingen kildehenvisninger i denne artikel, hvilket er et problem. Du kan hjælpe ved at angive troværdige kilder til de påstande, som fremføres i artiklen.

Middelalderens filosofi er den filosofiske tankegang, der udviklede sig i Europa i perioden mellem det 5. og det 15. århundrede. Denne periode er ofte opdelt i to hovedafsnit: den tidlige middelalder (ca. 500-1000) og den sene middelalder (ca. 1000-1500).
Middelalderens filosofi blev i høj grad formet af samspillet mellem kristen teologi og den arv, der stammede fra græsk og romersk filosofi, især filosofi fra antikken.  Middelalderens filosofi var diversificeret, og den indeholdt forskellige skoler og tilgange. Mens den blev formet af kristen teologi, var den også i dialog med de antikke filosoffer, og den lagde grundlaget for senere udviklinger inden for europæisk tænkning.

## Kendetegn
Filosofi i middelalderen omfatter mange meget forskelligartede filosofiske strømninger, der udviklede sig gennem hele perioden fra Antikkens slutning (5. årh.) til begyndelsen af Moderne tid (16. årh.). Ét forhold som dog som dominerede i det vestlige Europa var den katolske kirke, den var ikke den standardiserede enhed, vi kender i dag, men den skabte internationale netværk gennem det pavelige diplomati og gejstlighed (særligt munkevæsenet). Gennem kirkelige kredse blev kendskabet til de klassiske græske filosoffer og deres romerske efterfølgere også bevaret, og de blev læst på det fælles sprog, latin. I dette på én gang ensartede og forskelligartede miljø blev et væld af konkurrerende og modsatrettede filosofiske betragtninger bragt i dialog, middelalderen var derfor en meget frugtbar periode, hvor mange af de strømninger som har præget de efterfølgende perioder, langsomt blev udviklet og fandt deres form.
I flertallets af middelalderens filosoffers egen selvforståelse, var de dog ikke i færd med at skabe noget nyt, men tværtimod at genskabe det gamle og oprindelige. Ved hjælp af fortidens viden og metodik søgte man skabe en syntese mellem den religiøse tro og naturvidenskaben (et begreb som havde et andet indhold i middelalderen end i vore dage).
I forskningen er middelalderens filosofi traditionelt (særligt 19.årh.) blevet betragtet som formørket og præget af en nedgangstid efter antikken, men middelalderhistorien er ikke den samme mere, idet nye tilgange fører nye erkendelser med sig, som igen fører til nye tilgange. Særligt den amerikanske historiker Charles Homer Haskins begreb, The Renaissance of the Twelfth Century, har haft stor betydning. I dag afviser vi, at middelalderen var en mørk forfaldstid uden betydning for os. I stedet var det en dynamisk periode, hvor idéer og institutioner, der har haft stor betydning helt op til vor egen tid, så dagens lys for første gang. Den var langtfra homogen, men dækkede over mange, meget forskellige institutioner og kulturer, der ikke nødvendigvis delte de samme forestillinger og idéer. Som alle andre perioder i historien kan man heller ikke beskrive middelalderen med ét ord, for den var præget af både enhed, pluralisme, splittelse, social og kulturel dynamik, fornyelse og traditionalisme og så videre.

## Historisk udvikling
I middelalderen tager filosofien udgang i Bibelen og kristendommen. Både med hensyn til dens emner, idet teologiske spørgsmål udgør en almen ramme, men også idet at de fleste filosoffer er tilknyttet kirken, f.eks. som munke. klostrene fungerede også som biblioteker. Efter sammenbruddet af det romerske imperium forsvandt meget af kendskabet til de klassiske filosoffer tabt. Mange tekster blev dog tabt for evigt under bogtabet i senantikken.

### Den tidlige middelalder
De to romerske filosoffer Augustin og Boethius er de først middelalderlige filosoffer. Man kendte Aristoteles igennem Boethius oversættelse af Aristoteles Kategorier, De Interpretatione om logik, og hans oversættelse af Porfyrs Isagoge, der er en kommentar til Aristoteles Kategorier. Augustins er primært en teolog, men meget af hans skrifter er filosofiske. Hans temaer er sandhed, Gud, menneskets sjæl, historiens mening, staten, synd og frelse. I tusind år blev hans bøger citeret i nærmet hvert eneste teologisk skrift.
Under den karolingiske rænessance i slutningen af 8. århundrede og begyndelsen af 9. århundrede etablerede Karl den Store skoler i hele sit rige, rådgivet af den lærde Alcuin. Disse skoler, fra hvilke skolastikken har sit navn blev centre for lærdom. Duns Scotus var Alcuins efterfølger.
Vigtige filosoffer i den tidlige middelalder
- Augustin af Hippo (354-430)
- Pseudo-Dionysius (5. årh.)
- Anicius Manlius Severinus Böethius (480-c. 525)
- Johannes Scotus Eriugena (810-877)

### Højmiddelalderen
Den første filosof i højmiddelalderen regnes for at være Anselm af Canterbury (1033–1109) der især er berømt for det ontologiske gudsbevis.

### Skolastikken
Hovedartikel: Skolastik
Skolastikken var en teologisk og filosofisk videnskab i middelalderen, betegnelsen stammer fra det latinske ord scholasticus, der betyder, det som hører til skolen. Det 13. og det 14. århundrede regnes for skolastikkens glansperiode. Roscelinus (ca. 1050 – ca. 1121, hvis skrifter er gået tabt, er den første skolastiker. Den græske filosofi blev genopdaget via manuskripter bevaret på arabisk, bl.a. via Adelard af Baths oversættelser. Hovedmålet for den skolastiske filosofi var forene den klassiske filosofi med den kristne teologi, den regnes dog ikke for en filosofi eller teologi i sig selv, men som en dannelsesmetode, hvor vægten var lagt på dialektik; skolastiskerens arbejdsform var derfor at finde svaret på et spørgsmål eller løse en selvmodsigelse. Et vigtigt projekt blandt skolastikerne var at systematisere troslæren på baggrund af især Aristoteles’ logik. Den mest betydningsfulde bidragsyder til dette arbejde var Thomas Aquinas, og hans mål var at bygge bro mellem troen og fornuften. Metoden havde den største udbredelse i Europa i perioden fra omkring 1100 til 1500.
Især opdagelsen af Aristoteles skrifter var skelsættende. Dette ledte til universaliestrieden, en flere hundrede lang diskussion om almenbegrebernes metafysiske stilling hvor Platons begrebsrealisme stod overfor Aristoteles konceptualisme og den middelalderlige nominalisme. Peter Abelard er en af de første nominalister.

### Universaliestriden
Hovedartikel: Striden om almenbegreberne
Universaliestriden (el. Striden om almenbegreberne) er diskussionen indenfor filosofien om hvilken ontologisk status universalierne (almenbegreberne) har, og hovedspørgsmålet har været om de, de fysiske ting eller begge dele er reelle. I middelalderens strid om almenbegreberne fandtes tre positioner:
- Almenbegreberne eksisterer forud for tingene (ante res), det betyder at det er almenbegreberne som har almen ontologisk realitet, mens de sansede fænomener (partikularierne) udelukkende er tingsliggørelser af disse. Denne position kaldes platonisme, da den er en videreførelse af Platons essentialisme. De mest kendte repræsentanter er Aurelius Augustinus (Augustin) og Anselm af Canterbury.
- Almenbegreberne eksisterer i tingene (in rebus), i følge denne tilgang findes det almene ikke uden partikularierne, men i og med at deres fællesstræk objektivt kan erkendes eksisterer almenbegreberne reelt. Denne tilgang kaldes realisme og bygger på Aristoteles’ filosofi. Hovedrepræsentanterne var Thomas Aquinas, Albertus Magnus og Peter Abelard.
- Almenbegreberne eksisterer efter tingene (post res), det er kun partikularierne der har virkelig eksistens, og universalierne er udelukkende tankekonstruktioner eller -koncepter og dermed vilkårlige og subjektive, ikke reelle og objektive. Dette synet, som kaldes (nominalisme og konceptualisme) blev især fremført af William af Ockham og Roscelinus fra Compiègne.

I en af middelalderens mest berømte filosofiske kontroverser blev anklaget for kætteri af Bernhard af Clairvaux, en anden fremtrædende tænker der grundlagde Cistercienserordenen.
Vigtige filosoffer i højmiddelalderen
- Anselm af Canterbury (1034-1109)
- Roscelinus (c. 1050-1121)
- Peter Abelard (1079-1142)
- Hugo af Saint-Victor (1096-1141)
- Peter Lombarderen (c. 1105-1160)
- Averröes (1126-1198)
- Maimonides (1135-1204)
- William af Auxerre (1150-1231)
- Robert Grosseteste (1175-1253)
- Albertus Magnus (1193-1280)
- Alexander af Hales (c. 1200-1245)
- Henrik af Ghent (1217-1293)
- Roger Bacon (1220-1292)
- Bonaventura (1221-1274)
- Thomas Aquinas (1224-1274)
- Ramon Llull (1235-1315)
- Boethius de Dacia (c. 1240-ml. 1280 & 1290)
- Giles af Rome (c. 1243-1316)
- Godfred af Fontaines (c. 1250-1309)
- Duns Scotus (1266-1308)
- Mester Eckehart (1260-1327)
- Peter Auriol (1280-1322)

### Munkeordnerne
I mange store byer opstod der universiteter. Der opstod flere flere gejstlige ordener der ville tage kontrol over dem, hvoraf de vigtigste var Dominikanerordenen (sortbrødrene) og Franciskanerordenen (gråbrødrene). Franciskanerne blev grundlagt af Frans af Assisi i 1209. Deres leder i midten af 1200-tallen var Bonaventura, en traditionalist der forsvarede Augustin teologi og Platons filosofi, og som kun indarbejdede en smule af Aristoteles' filosofi. Bonaventura fulgte Anselm og hævdede at fornuften kun kan opdage sandheden når den er oplyst af religiøs tro. Andre vigtige franciskanere er Duns Scotus, Peter Auriol og William af Ockham. Den sidste er kendt for Ockhams ragekniv der er et vigtigt metodisk princip, selv om Ockham ikke formulerer princippet direkte.
Dominikanerne blev grundlagt af Dominicus i 1215. De lagde større vægt på fornuften og gjorde udbredt brugt af de nyopdagede skrifter a Arisoteles. Fremtrædende dominikanere er Albertus Magnus og Thomas Aquinas. Aquinas syntese af græsk filosofi med de kristne dogmer kom til at definere katolsk filosofi. Aquinas lagde mere vægt på fornuft og argumentation, og var den første der brugte Aristoteles metafysiske og erkendelsesteoretiske skrifter, hvilket var et stort skifte fra den nyplatoniske og augustinske tænkning der havde domineret den tidlige skolastik. Francisco Suárez (1548 - 1617) regnes som den sidste af skolastikerne.
Vigtige filosoffer i senmiddelalderen.
- William af Ockham (1285-1347)
- Jean Buridan (1300-1358)
- Gregorius af Rimini (1300-1358)
- Nicole Oresme (c. 1323-1382)
- Georgius Gemistus Plethon (1355-1452)
- Johannes Bessarion (1395-1472)

### Andre filosofiske skoler
- Mystik
- Neoplatonisme

### Andre problemstillinger
Af andre problemstillinger og emner kan nævnes: Viljens frihed, kætteri, gudsbeviser og ontologi.
Renæssance
- Giordano Bruno (1548-1600)

### Introduktioner, kompendier og opslagsværker
- Alain de Libera: Die mittelalterliche Philosophie. Wilhelm Fink Verlag, München 2005, ISBN 3-8252-2637-9.
- Alain de Libera: Denken im Mittelalter. Wilhelm Fink Verlag, München 2003, ISBN 3-7705-3242-2.
- Arthur Hilary Armstrong (Hg.): Cambridge History of Later Greek and Early Medieval Philosophy. Cambridge 1970.
- Peter Dronke (Hg.): A History of Twelfth Century Western Philosophy. Cambridge 1988.
- Kurt Flasch: Das philosophische Denken im Mittelalter. Von Augustin zu Machiavelli. 2. Aufl. Reclam, Stuttgart 2001, ISBN 3-15-018103-8.
- Kurt Flasch: Einführung in die Philosophie des Mittelalters. 3. Aufl. WBG, Darmstadt 1994, ISBN 3-534-04570-X.
- Jorge J. E. Gracia, Timothy B. Noone (Hgg.): A companion to philosophy in the Middle Ages (Blackwell Companions to Philosophy). Blackwell, Malden/Mass. 2002, ISBN 0-631-21672-3. (online (Webside ikke længere tilgængelig))
- Høgel, Christian og Saer El-Jaichi (2020): Arabisk filosofi. Systime. ISBN 978-87-616-9224-5
- Norman Kretzmann (Hg.): Cambridge History of Later Medieval Philosophy. Cambdrige 1982.
- John Marenbon: Early Medieval Philosophy (480-1150): an introduction. London 2. A. 1988.
- John Marenbon: Later Medieval Philosophy (1150-1350): an introduction. London 1987.
- John Marenbon (Hg.): The Routledge History of Philosophy. Bd. 3 (The Middle Ages), London 1998–2003. (online (Webside ikke længere tilgængelig))
- John Marenbon: Medieval Philosophy (Routledge History of Philosophy). Routledge, London-New York 2008.
- Benoît Patar: Dictionnaire des philosophes médiévaux, Fides, Québec 3. A. 2006, ISBN 2762127416.
- Peter Schulthess, Ruedi Imbach: Die Philosophie im lateinischen Mittelalter. Ein Handbuch mit einem bio-bibliographischen Repertorium. Artemis & Winkler, Düsseldorf u.a. 2000, ISBN 3-7608-1218-X.
- Loris Sturlese: Die deutsche Philosophie im Mittelalter. Von Bonifatius bis zu Albert dem Großen (748–1280). Beck, München 1993, ISBN 3-406-37749-1.
- Friedrich Ueberweg, Bernhard Geyer: Die patristische und scholastische Philosophie. 11. Aufl. (Nachdr.) WBG, Darmstadt 1967.

### Antologier
- Richard N. Bosley, Martin Tweedale (Hgg.): Basic Issues in Medieval Philosophy: Selected Readings Presenting the Interactive Discourses among the Major Figures. Broadview Press, Peterborough/Ont. 1997.
- Kurt Flasch: Geschichte der Philosophie in Text und Darstellung. Band 2: Mittelalter. Reclam, Ditzingen 1986.
- Arthur Hyman, J. Walsh (Hgg.): Philosophy in the Middle Ages. Hackett Publishing Co., 1983.
- Norman Kretzmann, Eleonore Stump (Hgg.): The Cambridge Translations of Medieval Philosophical Texts. Vol. 1: Logic and the Philosophy of Language. Cambridge University Press, Cambridge 1988.
- Arthur Stephen McGrade, John Kilcullen, Matthew Kempshall (Hgg.): The Cambridge Translations of Medieval Philosophical Texts. Vol. 2: Ethics and Political Philosophy. Cambridge University Press, Cambridge 2001.
- Richard McKeon (Hg.): Selections from Medieval Philosophers. 2 Bde. Charles Scribner's Sons., New York 1929 (Bd. 1: Augustine to Albert the Great. Bd. 2: Roger Bacon to William of Ockham).
- Robert Pasnau (Hg.): The Cambridge Translations of Medieval Philosophical Texts. Vol. 3: Mind and Knowledge. Cambridge University Press, Cambridge 2002.
- Andrew B. Schoedinger (Hg.): Readings in Medieval Philosophy. Oxford University Press, New York 1996.
- Herman Shapiro (Hg.): Medieval Philosophy: Selected Readings from Augustine to Buridan. The Modern Library, New York 1964.
- John Wippel, A.B. Wolter (Hgg.): Medieval Philosophy. Free Press, New York 1969.